# 漢密爾頓鎮區 (新澤西州大西洋縣)
漢密爾頓鎮區（英語：Hamilton Township）是位於美國新澤西州大西洋縣的一個鎮區。

## 地方資料
漢密爾頓鎮區的面積為292.52平方千米，當中陸地面積為287.22平方千米，而水域面積為5.31平方千米。根據2020年美國人口普查的數據，當地共有人口27484人，而人口密度為每平方千米93.96人。